# Pisando fuerte
Pisando fuerte fou un grup musical de Santa Coloma de Gramenet en actiu entre 1985 i 1988. Tocaven música ska i estaven vinculats al moviment skinhead i punk de l'època.